# Елчин Сангу
Елчин Сангу (на турски: Elçin Sangu) е турска актриса. Най-известните ѝ роли са в образите на Гюзиде в сериала „С Русия в сърцето“, Дефне в сериала „Любов под наем“, Зейнеп в сериала „Сблъсък“ и Пери в сериала "Стикмен".

## Живот и кариера
През 2015-2017 г. Елчин Сангу изиграва първата си главна роля, ролята на Дефне, в комедийния сериал „Любов под наем“, в който участва заедно с актьора Баръш Ардуч.
През 2016 става лице на марката продукти за грижа за коса „Elidor“.

## Личен живот
Еличн Сангу е от черкезки произход.От 2011 г. тя се среща с Юнус Йоздикен.

## Филмография

### Сериали
| Година      | Заглавие                | Роля          |
| ----------- | ----------------------- | ------------- |
| 2011        | Времето лети            | Хале          |
| 2012 – 2013 | Колко е голяма любовта? | Нехир         |
| 2013 – 2014 | Една любовна история    | Еда           |
| 2014        | С Русия в сърцето       | Гюзиде        |
| 2015        | Впускане в любовта      | Зейнеп        |
| 2015 – 2017 | Любов под наем          | Дефне         |
| 2018        | Безжизнените            | Миа           |
| 2018 – 2019 | Ирония на съдбата       | Зейнеп        |
| 2020        | Добър ден, лош ден      | Лейла         |
| 2021        | Лъжците и свещите       | Доктор Джейда |
| 2022 - 2023 | Стикмен                 | Пери          |
| 2024 -      | Принц                   | Ирей          |

### Филми
| Година | Заглавие        | Роля   |
| ------ | --------------- | ------ |
| 2017   | Време за щастие | Ада    |
| 2020   | 9 пъти Лейла    | Нергис |

### Театрални пиеси
| Година | Заглавие                    | Роля       |
| ------ | --------------------------- | ---------- |
| 2022   | Когато нямаше никой в града | Руки       |
| 2022   | Джекилд и Хайд              | Луис Харис |

### Музикални клипове
- Тойгар Ъшъклъ – „Обещаното се случва“ (2014)
- Елчин Сангу и Баръш Ардуч – „Bu Su Hiç Durmaz“ (2017)

## Награди и номинации
| Година | Категория                                    | Резултат   |
| ------ | -------------------------------------------- | ---------- |
| 2015   | „Актриса, която е направила творчески скок“  | Печели     |
| 2015   | „Най-добра актриса“                          | Номинирана |
| 2015   | „Най-добра екранна двойка“ (с Баръш Ардуч)   | Печели     |
| 2015   | „Най-добра актриса в сериал“                 | Печели     |
| 2016   | „Най-добра актриса в сериал“                 | Печели     |
| 2016   | „Актриса на годината“                        | Номинирана |
| 2016   | „Актриса на годината в сериал“               | Номинирана |
| 2016   | „Най-добра актриса в сериал“                 | Номинирана |
| 2016   | „Най-добра актриса“                          | Номинирана |
| 2016   | „Най-добра актриса“                          | Печели     |
| 2016   | „Най-добра екранна двойка“ (с Баръш Ардуч)   | Печели     |
| 2016   | „Най-добра актриса в сериал“                 | Печели     |
| 2016   | „Най-добра актриса“                          | Печели     |
| 2016   | „Най-добра актриса“                          | Печели     |
| 2016   | „Най-идеална екранна двойка“ (с Баръш Ардуч) | Печели     |
| 2016   | „Най-добра изгряваща актриса на годината“    | Печели     |